# Эта прекрасная страна
Эта прекрасная страна (ивр. איזה מקום נפלא‎ — Eize Makom Nifla) — израильский драматический фильм 2005 года режиссёра Эяля Хальфона. После получения премии «Офир» в категории «лучший фильм», был выбран в качестве израильской заявки на премию «Оскар» на лучший фильм на иностранном языке, но не номинировался.

## Сюжет
Фильм состоит из трёх, казалось бы, не связанных друг с другом сюжетных линий, которые пересекаются в конце, действие происходит в южном Тель-Авиве, Арабе и неопознанном израильском городском пригороде. Фильм посвящен проблемам торговли женщинами и жизни иностранных рабочих в Израиле.
Действие первой истории происходит в южном Тель-Авиве, где Франко, бывший полицейский, берущийся работать на крупного мафиози, проходит через процесс самопознания под влиянием Яны, девушки из эскорт-сопровождения.
Вторая сюжетная линия разворачивается на полях южной Аравы, где фермер Зельцер пытается найти Яну по случайно увиденной им фотографии, и ему приходится довериться одному из своих рабочих-тайцев. Действие третьей истории происходит в жилом комплексе в городском пригороде, где Алони, инспектор заповедника, преследует иностранных рабочих, но вынужден лечить больного отца у филиппинского терапевта.

## Актёры
- Ури Гавриэль[англ.] в роли полицейского Франко
- Эвелин Каплун в роли Яны, жертвы торговли людьми, привезенной из Украины
- Майкл Рожецки в роли Сергея, ответственного в структуре мафии за привезённых девушек
- Ави Урия в роли фермера Зельцера
- Двир Бендак в роли босса мафии
- Йоав Хайт в роли Алони, инспектора заповедника

## Награды и номинации
Награды Офир: Лучший фильм , Лучший актёр (Ури Гавриэль), Лучший сценарий (Эяль Халфон) и т. д.
«Хотя в изображении в фильме жестокого обращения с иностранными рабочими (причина, безусловно, достойная кинематографического внимания) и отчужденных израильтян есть большая доля правды, в фильме эти две темы сопоставляются поверхностно и неинтересно.»
- Премия Волджина на Иерусалимском кинофестивале
- 40-й международный кинофестиваль в Карловых Варах[4]:
- Хрустальный глобус (номинация)
- Специальный приз жюри (Эяль Халфон, победа)
- Лучший актёр (Ури Гавриэль, победа)
- Международный кинофестиваль Festroia:
- Золотой дельфин (победа)
- Бруклинский международный кинофестиваль: Лучший сценарий (Эяль Халфон)

## Приём
На сайте-агрегаторе рецензий Rotten Tomatoes 71 % зрителей фильм понравился (на основе более 100 оценок).
Кинокритик Эдди Кокрелл даёт такую характеристику фильму: «Сложная, но легко усваиваемая, напористая, но пронизанная острым юмором, отчетливо израильская, но затрагивающая международные актуальные темы, картина».